# Europaschirm

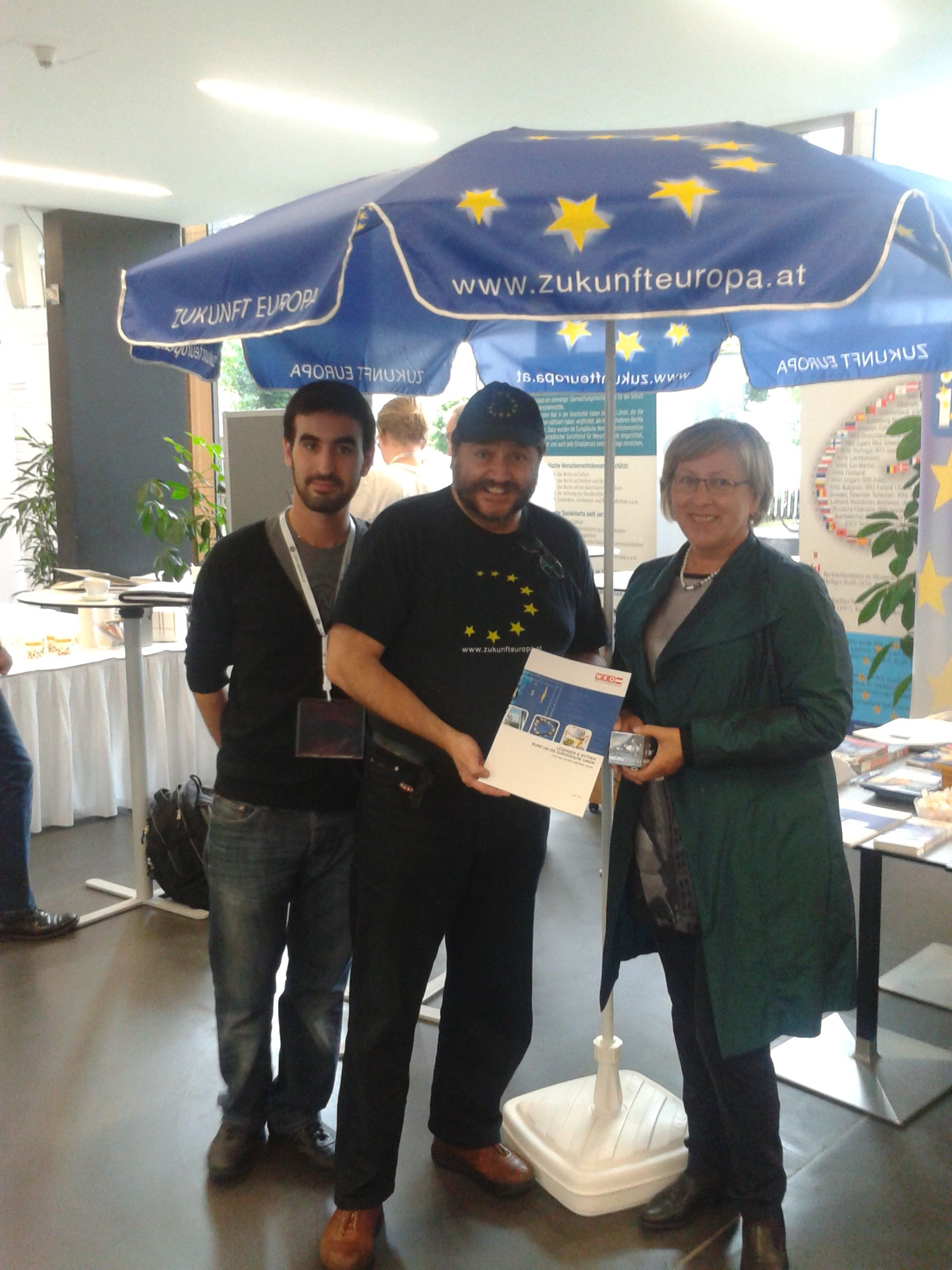
Stand der EuropaUnion Vorarlberg anlässlich der WikiCon 2015 in Dornbirn, Vorarlberg, Österreich, mit Eva Lichtenberger (Grüne), Karl-Heinz Wanker (WKÖ) und Abdul Aydemir (Bund Europäischer Jugend – Junge Europäische Föderalisten (BEJ-JEF))

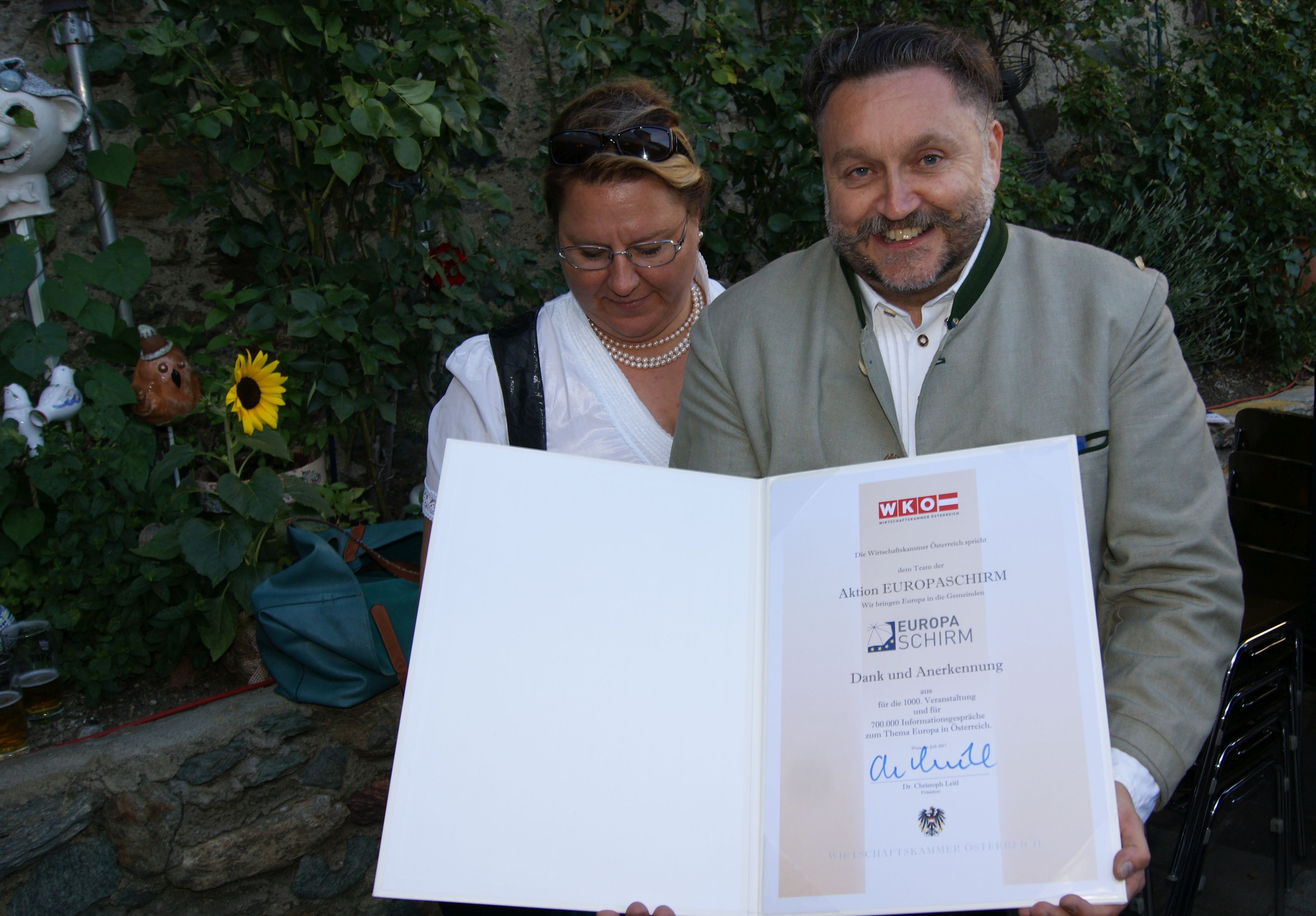
Auszeichnung der Wirtschaftskammer zur 1000. Veranstaltung

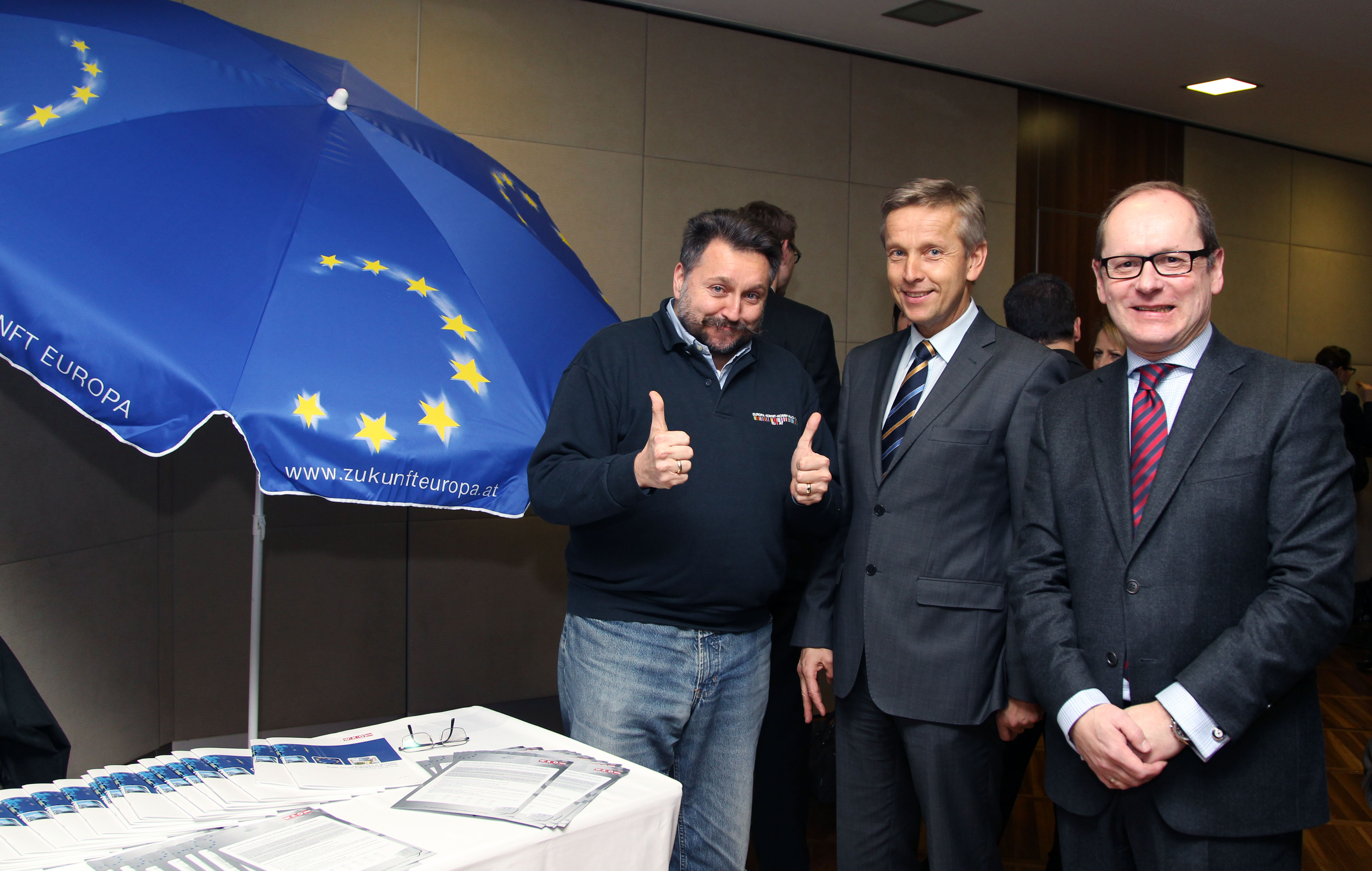
Der Europaschirm bei einer Veranstaltung der Raiffeisen Landesbank OÖ. V. l. n. r.: Karl-Heinz Wanker (WKÖ), Staatssekretär Reinhold Lopatka, Moderator Gerald Groß

Der Europaschirm ist eine Gemeinschaftsinitiative der Wirtschaftskammer Österreich, des Bundeskanzleramts, des österreichischen Gemeindebunds und der Österreichischen Gesellschaft für Europapolitik (ÖGfE) zur Verbreitung seriöser Informationen über Europa in europäischen Gemeinden.

## Geschichte
Ausgehend von den Informationskampagnen „EU-Roadshow“ im Herbst 2005 und Frühling 2006 wurde die Initiative Europaschirm im Jahr 2008 gegründet und erstmals in Raabs an der Thaya (Niederösterreich) durchgeführt. Ursprünglich war die Initiative für zwei Jahre geplant. Aufgrund des großen Erfolges immer wieder verlängert gibt es diese nunmehr bis heute.
2017 erhielt die Initiative von EU-Parlamentspräsident Antonio Tajani einen Dank an das Team „Europaschirm“ mittels Videobotschaft und im selben Jahr auch ein Dankesschreiben von Kommissionspräsident Jean-Claude Juncker. Es wurden bis 2017 rund 700.000 Beratungs- und Informationsgespräche in Belgien, Bosnien-Herzegovina, Deutschland, Kroatien, Österreich, Polen, Slowenien und Ungarn durchgeführt. Im Rahmen des Europaforums Neumarkt des Bundes Europäischer Föderalisten Steiermark (BEF) vom 15. bis 17. Juli 2017 auf Schloss Forchtenstein wurde der Europaschirm zum eintausendsten Mal eingesetzt.

## Motto und Schirm
Das Motto der Initiative Europaschirm lautet „Wir bringen Europa in die Gemeinden!“ Markenzeichen ist ein blauer Schirm mit zwei oder vier geschlossenen Kreisen aus zwölf gelben Sternen in Form und Größe der Europaflagge. Alternativ gibt es auch Ausführungen des Europaschirma mit offenen Kreisen und zwölf gelben Sternen, die sukzessive größer werden.

## Ziel und Projektpartner
Ziel der Veranstaltungen „unter dem Europaschirm“ ist es, interessierte Bürgerinnen und Bürger über das vereinte Europa zu informiert, direkten Kontakt mit den Bürgern zu knüpfen, offene Fragen zu beantworten, über die EU zu diskutieren und die Skepsis der Bürger der EU gegenüber zu verringern und Vertrauen aufzubauen.
Die Projektpartner und Veranstalter sind dabei öffentliche, halböffentliche und private Personen, Vereine und Initiativen, die es sich zur Aufgaben gemacht haben, das gemeinsame Europa den Bürgern näher zu bringen. So organisiert z. B. die Europäische Föderalistische Bewegung in Österreich vielfach gemeinsame Veranstaltungen unter diesem Markenzeichen „Europaschirm“.

## Organisation
Die übergeordnete Koordination liegt bei der Wirtschaftskammer Österreich unter Leitung von Karl-Heinz Wanker, der die Idee zum Europaschirm als „face to face“-Kommunikationstool hatte, wofür er 2013 mit dem Mérite Européen in Bronze geehrt wurde. Die Durchführung der einzelnen Veranstaltungen obliegt, neben den Eigenveranstaltungen der Wirtschaftskammer selbst, Projektpartnern, wie z. B. der Vertretung der EU-Kommission in Österreich, dem Informationsbüro des Europäischen Parlaments in Österreich, dem Bundeskanzleramt, dem Bundesministerium für Europa, Integration und Äußeres, der Österreichische Gesellschaft für Europapolitik, der Europäischen Föderalistischen Bewegung, den Jungen Europäischen Föderalisten, der EuropaUnion Vorarlberg und Wir sind Europa.

## Auszeichnungen

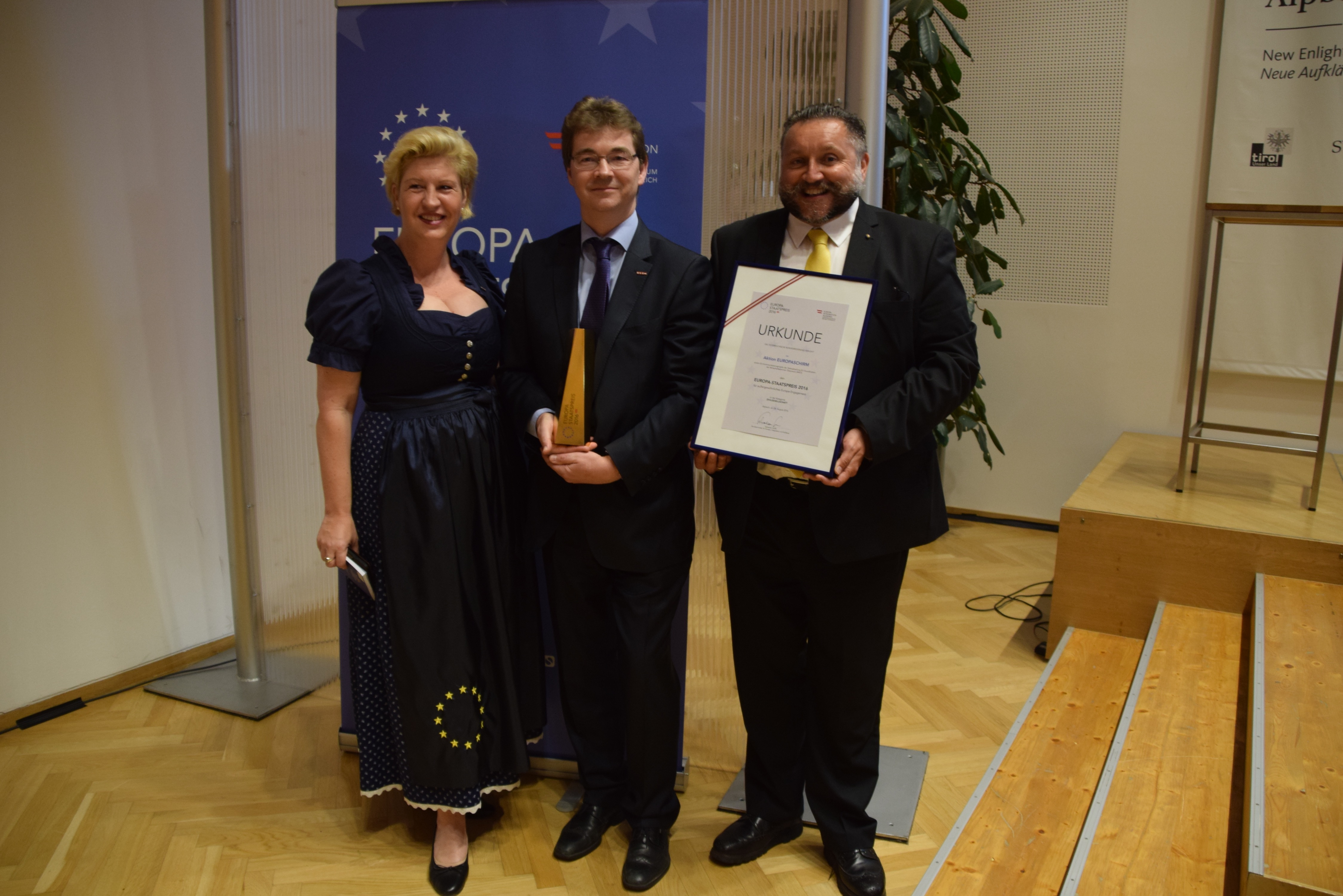
Verleihung des österreichischen Europa-Staatspreis des Österreichischen Außenministeriums in der Kategorie Zivilgesellschaft für die Kampagne und Idee „Europaschirm“. Im Bild die Mitarbeiter der Europa-Abteilung der österreichischen Wirtschaftskammer (von links nach rechts): Margit Havlik, Christian Mandl und Karl-Heinz Wanker.

- 2009: Auszeichnung (3. Platz für herausragende Projekte der Zivilgesellschaft) des Europäischen Wirtschafts- und Sozialausschusses (WSA)[12]
- 2009: Nationaler Gewinner Euractiv.
- 2016: Europa-Staatspreis des Österreichischen Außenministeriums in der Kategorie Zivilgesellschaft[13]